# Имола
И́мола (итал. Imola) — город на реке Сантерно в итальянской провинции Болонья, севернее границы с Сан-Марино. Известен как место, где находится автодром Энцо и Дино Феррари, на котором разыгрывались Гран-при Сан-Марино и Гран-при Эмилии-Романьи. Население — 69,9 тысячи жителей (2018).
Город на Эмилиевой дороге был основан в 82 г до н. э. Корнелием Суллой, в честь которого получил название Forum Cornelii. В 412 г. здесь сыграли свадьбу Атаульф и Галла Плацидия. В раннем средневековье служил важным центром Равеннского экзархата и королевства лангобардов. С 920 г. владение семьи Алидози, с 1001 г. свободная коммуна, за которую шла жестокая борьба между папством и местными синьориальными родами (Алидози, Гвиди, Манфреди и др.). В XV веке — под управлением кондотьеров из рода Висконти. В 1499 г. завоёван Чезаре Борджа, который включил его в состав Папской области.
К достопримечательностям Имолы относятся замок Сфорца, построенный племянником Сикста IV для Катерины Сфорца, несколько дворцов XV века, церковь Сан-Доменико с готическим порталом 1430 года и собор Сан-Кассиано, заложенный в XI веке и отчасти перестроенный в XVIII веке. В местной библиотеке хранятся средневековые рукописи и первопечатные книги.
Покровителем города почитается священномученик Кассиан, епископ Имолы. Его память совершается 13 августа.

## Синьоры Имолы
- 920—930 Алидозио I Алидози
- 930—949 Корнелио
- 949—955 Троилио Нордилио
- 955—960 Сиджисмондо
- 960—975 Нордилио
- 975—980 Булгарелло
- 980—983 Акаризио
- 983—985 Лелио Акаризио
- 985—986 Альберто Кунио
- 986—1001 Роберто I Алидози
- 1001—1010 — коммуна
- 1010—1029 Коррадо Сассателли
- 1029—1032 Уголино Алидози
- 1032—1046 Риккардо Алидози
- 1046—1054 Раньеро Алидози
- 1054—1059 Герардо Начимбене
- 1059—1178 — коммуна
- 1178—1181 Гвидо Гвиди (ум. 20.IX.1210)
- 1181—1290 — коммуна
- 1290—1293 Алидозио II Алидози (ум. 31.VIII.1311?)
- 1292—1293 Магинардо Пагани да Сузинана (ум. 1302)
- 1293—1296 — к Болонье
- 1296—1299 Угуччоне Фаджиола ди Монтефельтро (1250—1.XI.1319)
- 1299—1335 — в составе Папского государства
  - 1314—? капитан народа Франческо Манфреди
  - 1322—1327 капитан народа Риккардо Манфреди
- 1335—1349 Литто I Алидози (ум.7.XI.1351)
- 1349—29.XI.1362 Роберто II Алидози
- 1362—1372 Аццо Алидози
- 1372—12.XI.1391 Бертрандо Алидози
- 1391—1396 Литто II Алидози
- 1391—1424 Лудовико Алидози (ум. 1430), брат Литто II
- 1424—1439 Филиппо Мария Висконти (23.IX.1392—13.VIII.1447)
- 1439—20.VI.1443 Гвидантонио Манфреди (р. 1407)
- 1443—1473 Таддео Манфреди (ум. 1482)
- 1473—1474 Галеаццо Мария Сфорца (24.I.1444—26.XII.1476)
- 1474—14.IV.1488 Джироламо Риарио (р. 1443)
- 1488—1499 Оттавиано Риарио (1479—6.X.1523), сын Джироламо Риарио
- 1499—1503 Чезаре Борджиа (IV.1475—12.III.1507)

## Города-побратимы
- Пула, Хорватия (2001)
- Женвилье, Франция (2002)
- Вайнхайм, Германия (2003)
- Колчестер, Великобритания (2005)

## Известные уроженцы и жители
- Рамбальди, Бенвенуто да Имола (1336—1390) — итальянский гуманист.
- Доменикали, Стефано (1965) — итальянский спортивный менеджер, с 2020 года президент и исполнительный директор Формулы 1. До этого, с 2007 года, руководил командой Феррари Формулы-1.
- Марабини, Ансельмо (1865–1948) – политик.
- Цангери, Ренато (1925—2015) — итальянский политик.